# Althepus minimus
Althepus minimus is een spinnensoort uit de familie Psilodercidae. De soort komt voor in Sumatra.